# The Sims: Livin' Large
The Sims: Livin' Large, Који се још назива и The Sims: Livin' It Up у Великој Британији, је први додатак за стратешку игру живота The Sims, објављен 27. августа 2000. Такође, додатак је присутан и у компликацији игре, The Sims Deluxe Edition, заједно са основном игром. Основна тема ове експанзје је електроника (нове модерне ствари), и стил Вегас.

## Нови објекти
- (Сет за хемију): Са овим, Сим (виртуелни човек) може правити различите врсте напитака који имају специфична дејства (повећавају-смањују потребе Симова, дуплирају Сима, на кратко га претворе у зомбија...), уз то, током рада на прављењу напитака Симу се повећава број логичких поена.

- (Античка лампа): У њој живи дух којег Симси могу призвати и на ризик затраживати жеље, а на духу остаје да ли ће им те жеље испунити, или ће их осути клетвом.

- (Кристална кугла): Омогућава симу да погледа у будићност, док играчу дозвољава да мења личност свог Сима.

- (Вибрирајући кревет): Симси сада могу да воде љубав испод покривача, а можда и добију новог члана породице.

- (Телескоп): Омогућава поглед на звездано небо за време ноћи. Ко зна, можда ваши Симови једном упознају ванземаљца.

## Нове (неигриве) креације
- (Робот) : Скуп робоот који ће обављати све ваше кућне послове. Може бацати смеће и распремати собе, бити батлер, или баштован.

- (Трагични кловн): Ова неславна личност долазиће у ваше суседство уколико су ваши Симови несрећни. Он ће радити трикове, у неком случају палити слике по зидовима, или чак подићи расопложење ваших Симова. Док се то не догоди никако га се не можете отарасити.

- (Утвара): Ова, никако пријатна креатура појавиће се онда када ваши симси умру (изгоре у пожару, утопе се у базену,...). Само од њега зависи да ли ће вас ваш симс напустити или игром случаја наставити да живи. Игра случаја је попут игре камен, папир, маказе које један од укућана може одиграти са утваром, и уколико победи, трагично настрадали Сим биће враћен.

- (Деда Мраз): Ако Сим спреми колаче и стави их близу Божићне јелке, Деда Мраз може обићи његову кућу док буде спавао и донети му неки поклончић.

- (Дух из лампе): Ако Сим протрља чаробну лампу из ње ће изаћи дух који ће му испунити жељу, у добром или лошем смислу.

## Нови послови
- Забушант
- Журнал Сим
- Натприродни Сим
- Хакер
- Музичар

## Нове (игриве) креације
- Zombie (Зомби): Након што Сим укућанин одигра са утваром игру случаја (камен-папир-маказе), и ако му се заиста посрећи, тада ће његов настрадали укућанин бити враћен, али не било какав, већ као зомби. Зомбији се разликују од осталих симова по изразито зеленој кожи.